# Bilthoven
Bilthoven is een dorp in de Nederlandse gemeente De Bilt (provincie Utrecht). Op 1 januari 2023 had Bilthoven 23.310 inwoners.

## Voorzieningen
In Bilthoven zijn onder andere gevestigd: het Rijksinstituut voor Volksgezondheid en Milieu (RIVM), de Werkplaats Kindergemeenschap (WP), Het Nieuwe Lyceum (HNL) voor voortgezet onderwijs, het Crematorium Den en Rust, de Stichtsche Cricket en Hockey Club (SCHC) en de begraafplaats Brandenburg met een koepelvormige aula van architect P.J. Vermaak.

## Geschiedenis

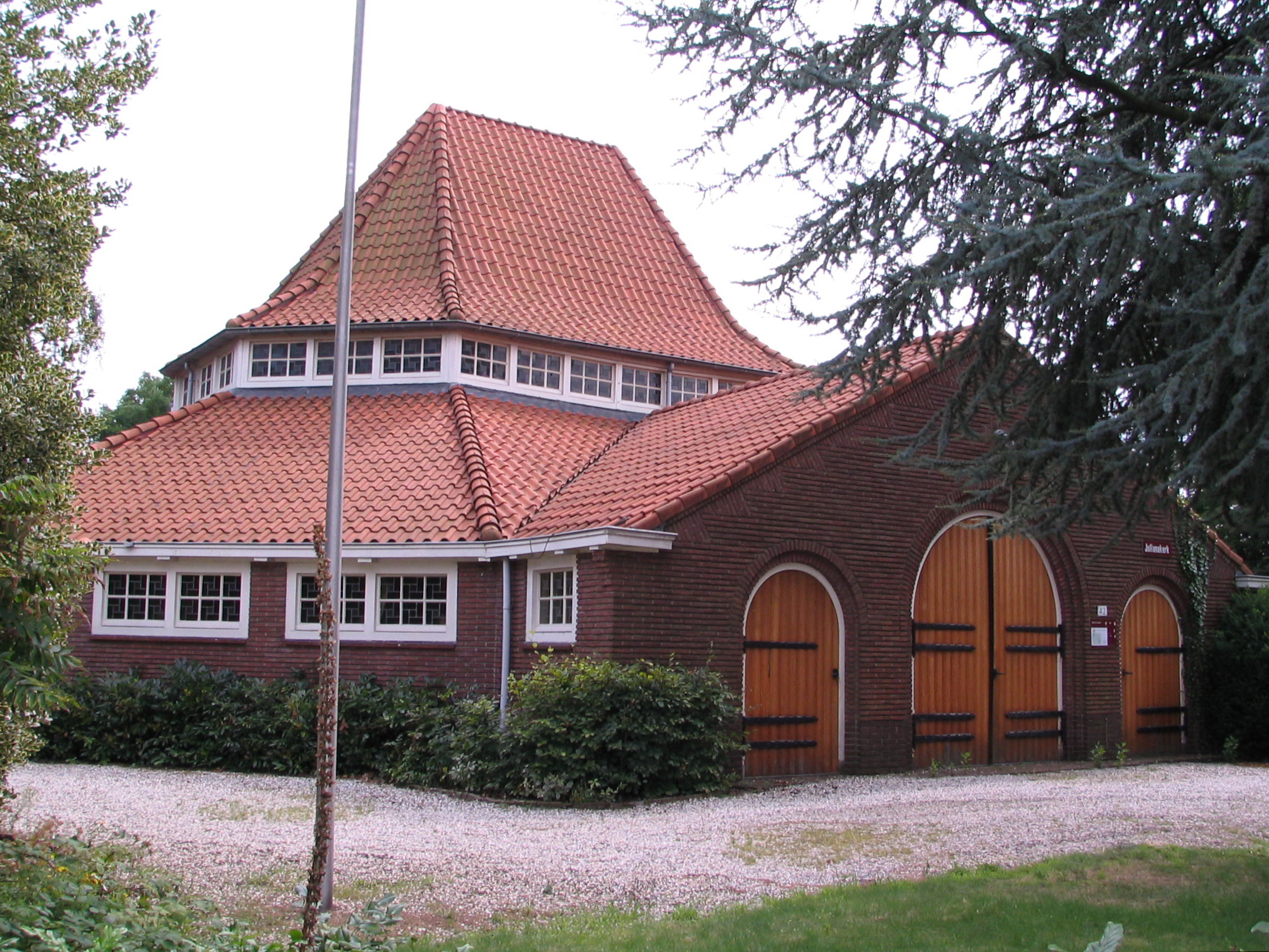
Julianakerk (Julianalaan 42, Bilthoven), 2012.

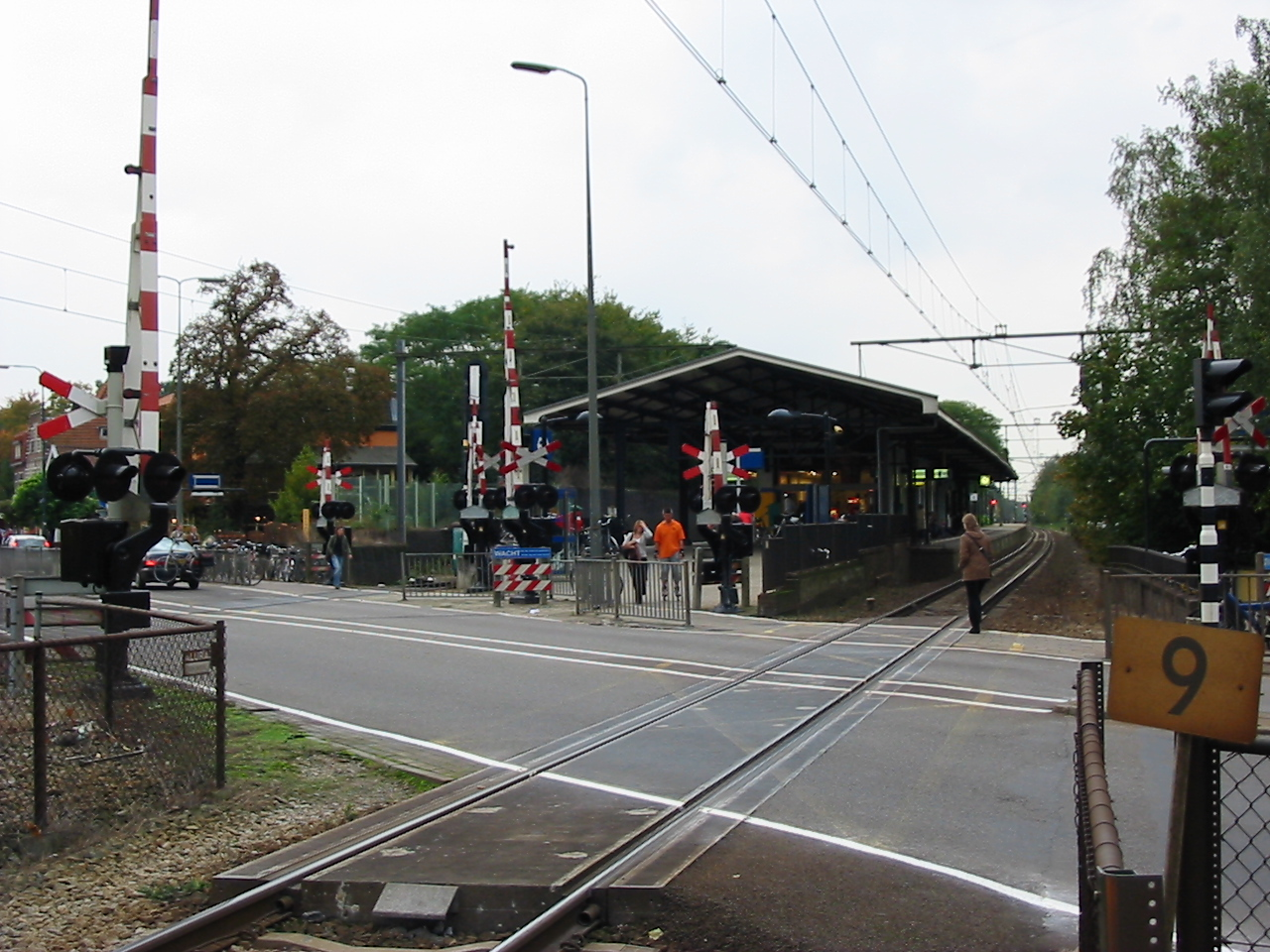
Station Bilthoven in 2006.

De geschiedenis van Bilthoven gaat terug tot 20 augustus 1863, toen de spoorlijn Utrecht - Amersfoort in gebruik werd genomen en bij de kruising van de spoorlijn met de Soestdijkseweg een station werd geopend.
Het nieuwe station werd Station De Bilt genoemd, hoewel het op een halfuur lopen van De Bilt lag. Pas omstreeks 1900 verschenen de eerste villa's rond het nieuwe station. Als gevolg van deze spoorverbinding met de stad en het feit dat de grond relatief goedkoop was, nam het aantal villa's rond het station na 1900 snel toe. Het dorpje dat hierdoor langzaamaan ontstond, werd aangeduid met de naam De Bilt-Station. Deze naam bleek echter voor verwarring te zorgen. Mensen die in De Bilt op bezoek wilden gaan, bleken regelmatig de trein naar Station De Bilt te nemen en omgekeerd namen mensen die in De Bilt-Station wilden zijn vaak in Utrecht de tram naar De Bilt.
Om deze reden werd in 1917 besloten de naam van het nieuwe dorp te wijzigen. Tijdens een raadsvergadering op 23 mei 1917 werden diverse namen voorgesteld, waaronder De Bilt-Buiten, Biltwijk en De Leyen. Uiteindelijk werd gekozen voor de naam Biltsche Duinen. Deze naam stuitte echter op bezwaar van de Spoorwegen. Daarom werd op 11 oktober 1917 een nieuwe raadsvergadering aan de naamgeving van het dorp gewijd. In deze nieuwe raadsvergadering werden wederom diverse namen besproken, zoals Leyenhoven, De Bilt-Hoog en Bilthof. Een meerderheid van de raad ging uiteindelijk akkoord met de naam Bilthoven, voorgesteld door het raadslid Melchior.
In 1926 stichtte Kees Boeke in Bilthoven de Werkplaats Kindergemeenschap, waar onder anderen prinses Beatrix en haar zussen op school gingen.
Van Bilthoven-Noord was in die tijd nog geen sprake. Dat bestond toen nog geheel uit bos en behoorde tot het landgoed Eyckenstein in Maartensdijk, dat door de familie Van Boetzelaer werd bewoond. Nadat mr. Willem Carel baron van Boetzelaer in 1934 was overleden, werd het landgoed in vier delen opgesplitst. De erfgenaam van het zuidelijkste deel (dat bijna tot aan het station reikte) heeft dit deel aan projectontwikkelaars verkocht, waarna geleidelijk de huidige villawijk is ontstaan.

## Zie ook

Foto's Bilthoven
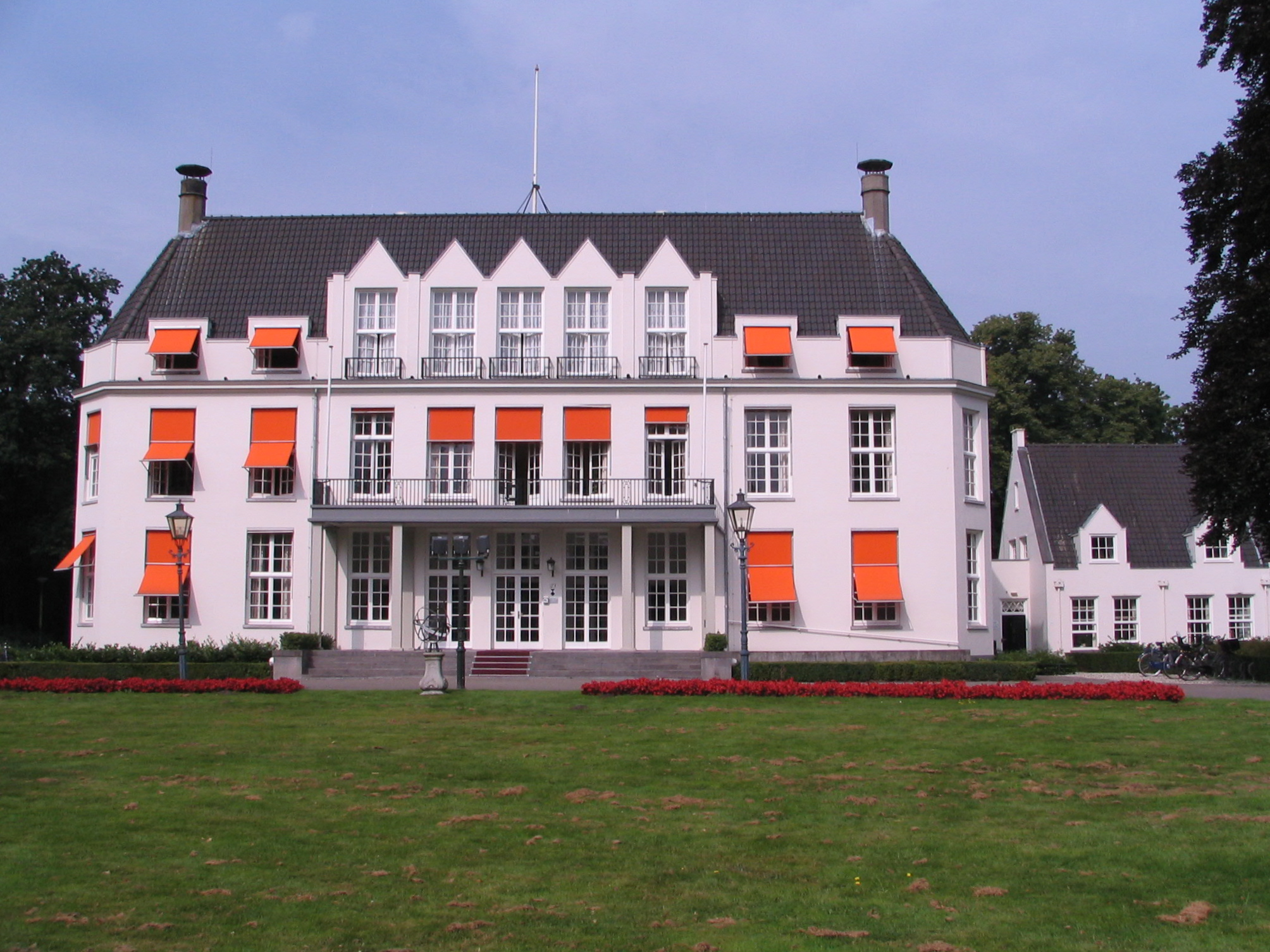
Gemeentehuis De Bilt (Soestdijkseweg Zuid 173, Bilthoven), 2012.
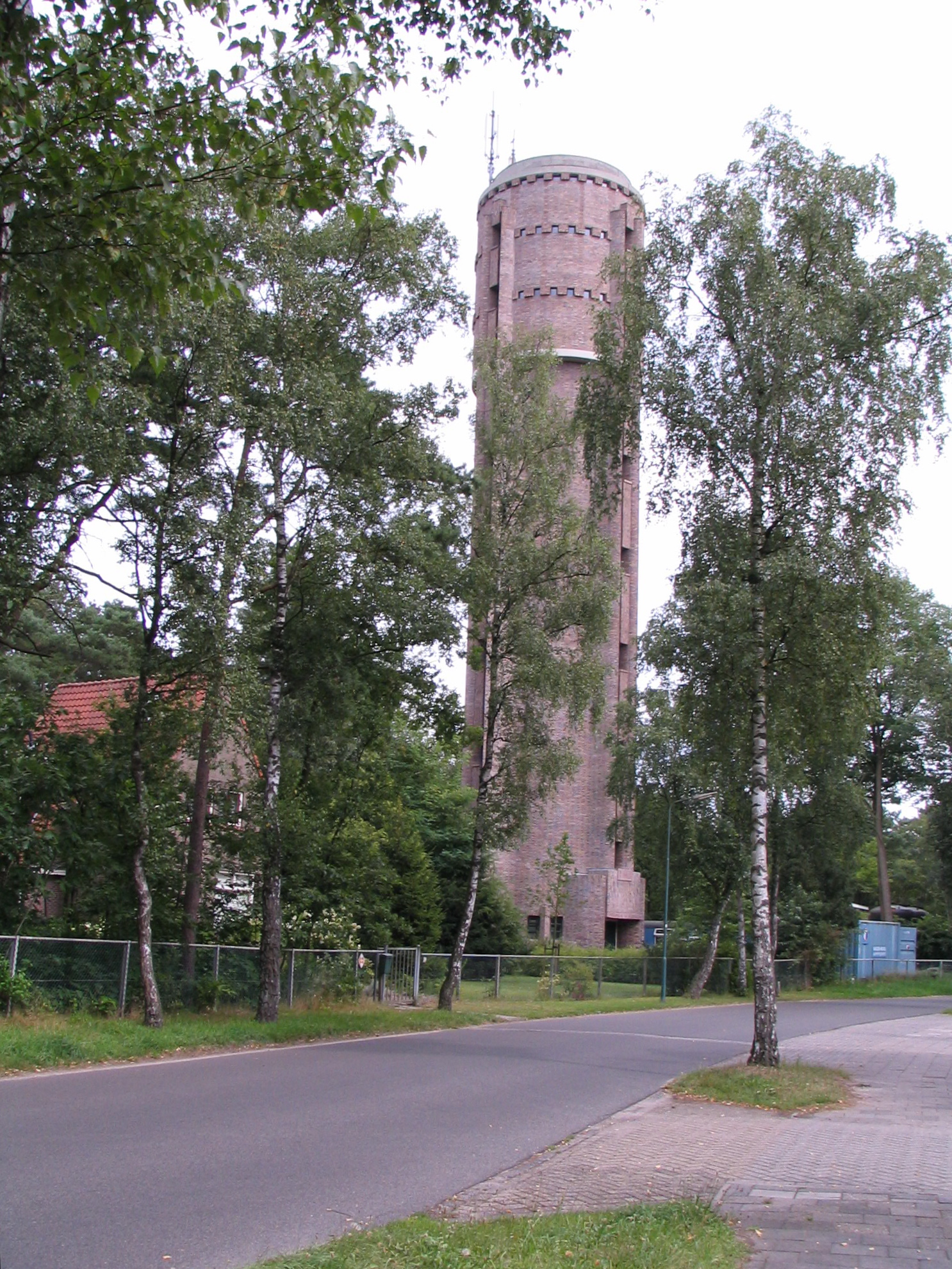
Watertoren (Burgemeester van der Borchlaan, Bilthoven), 2012.
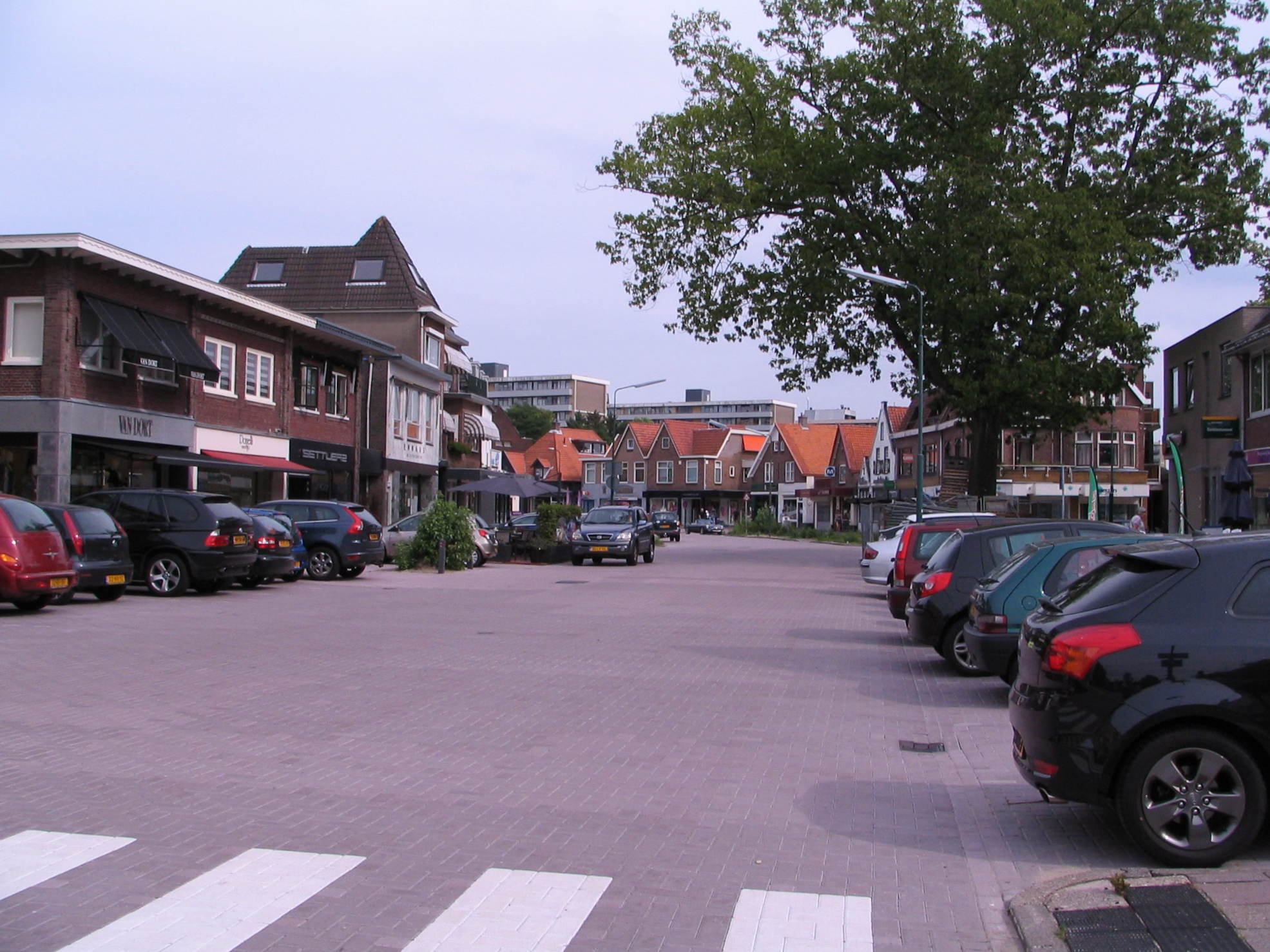
Julianalaan Bilthoven, 2012.
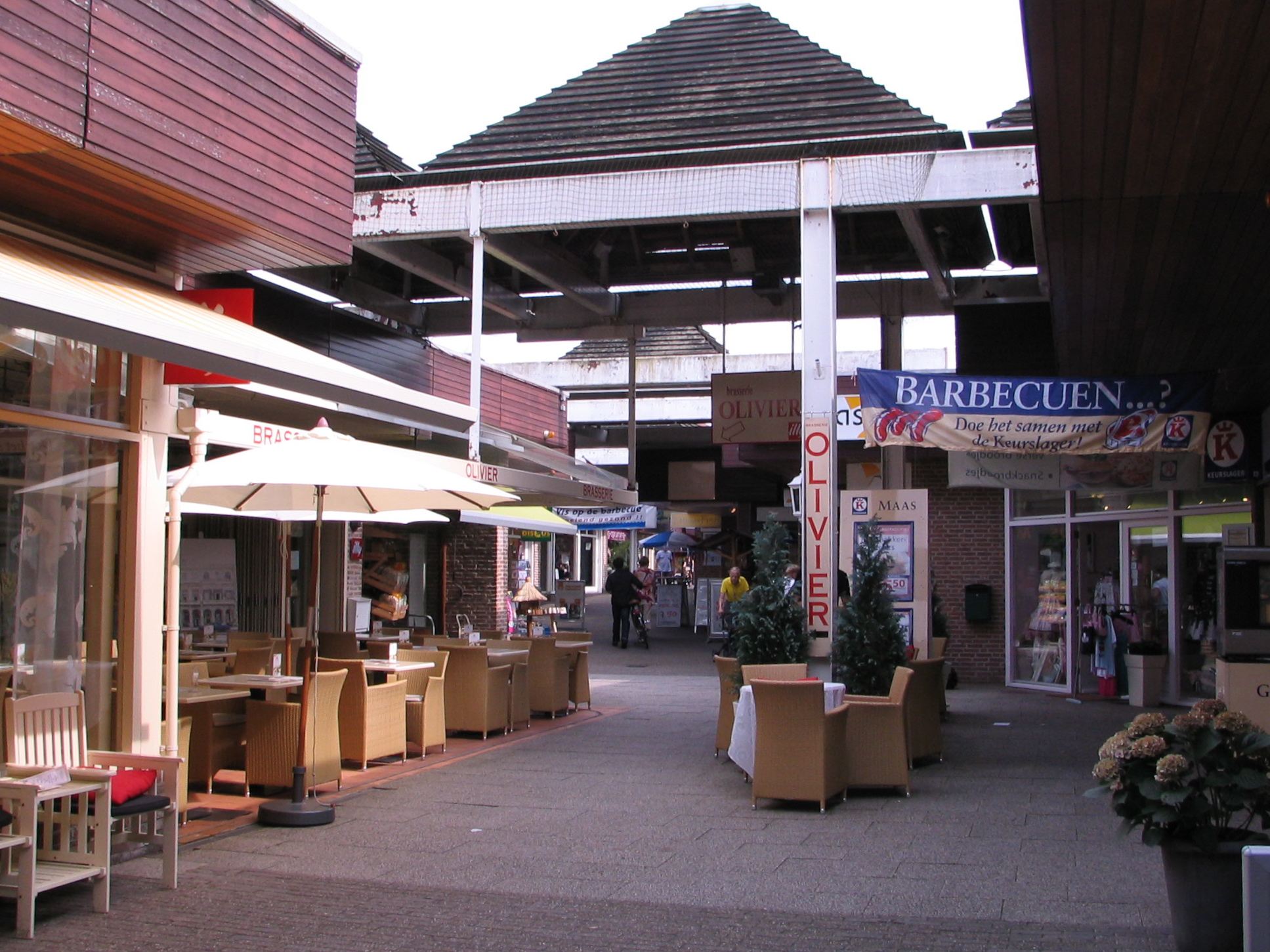
Winkelcentrum De Kwinkelier, 2012.
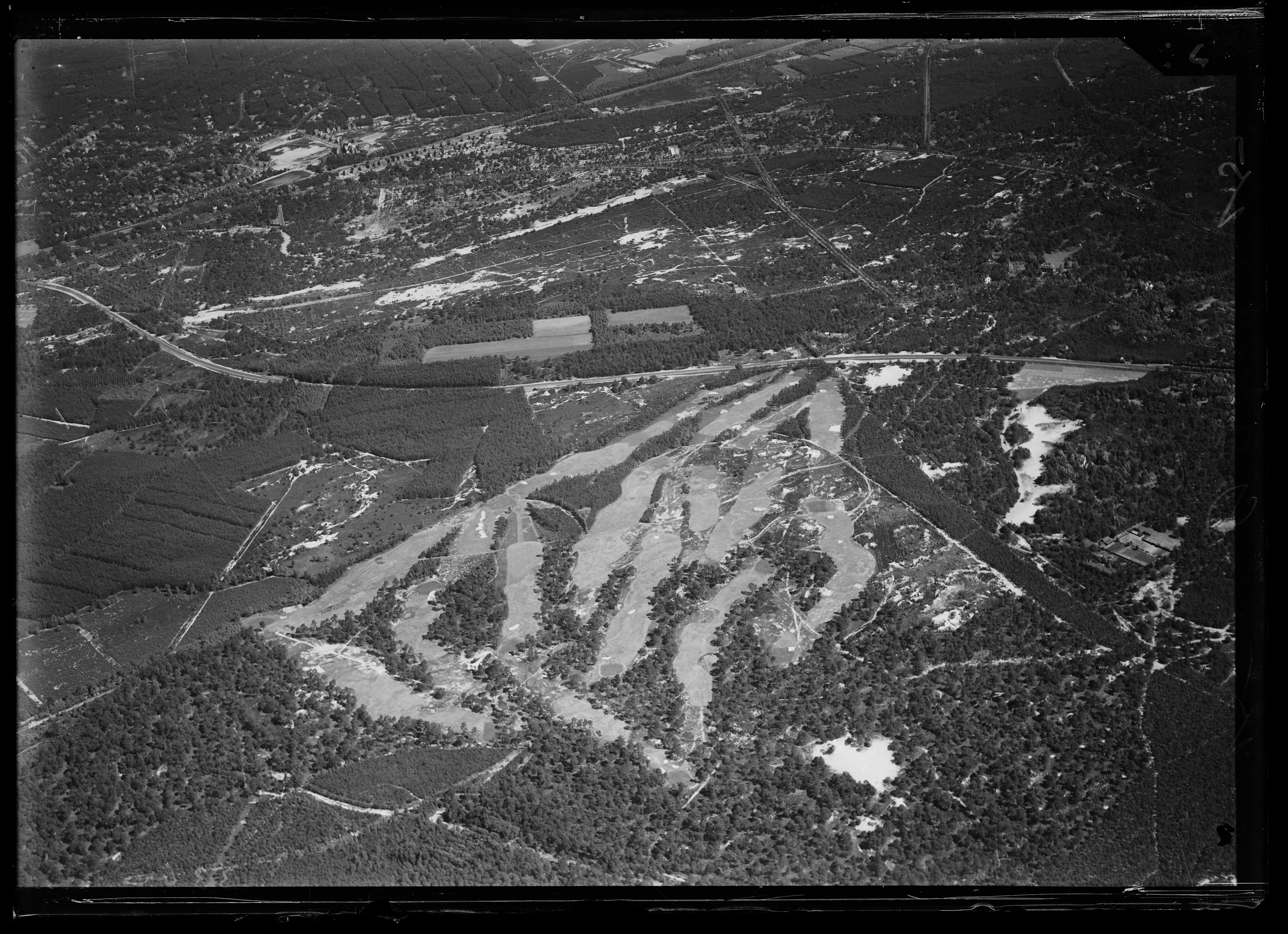
Luchtfoto door voorloper Luchtmacht, 1920-1940.
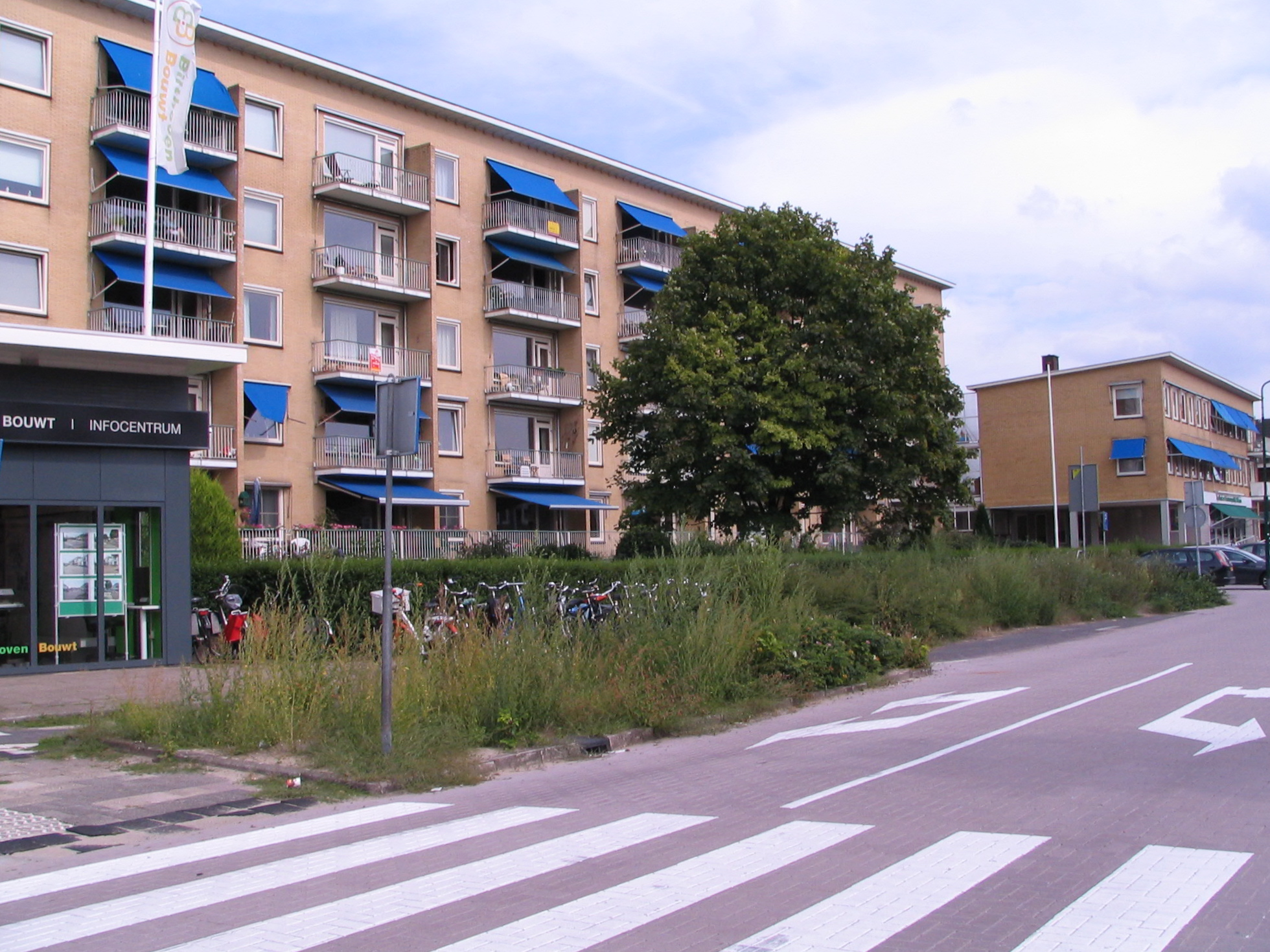
Julianaflat (Willem Dudok)
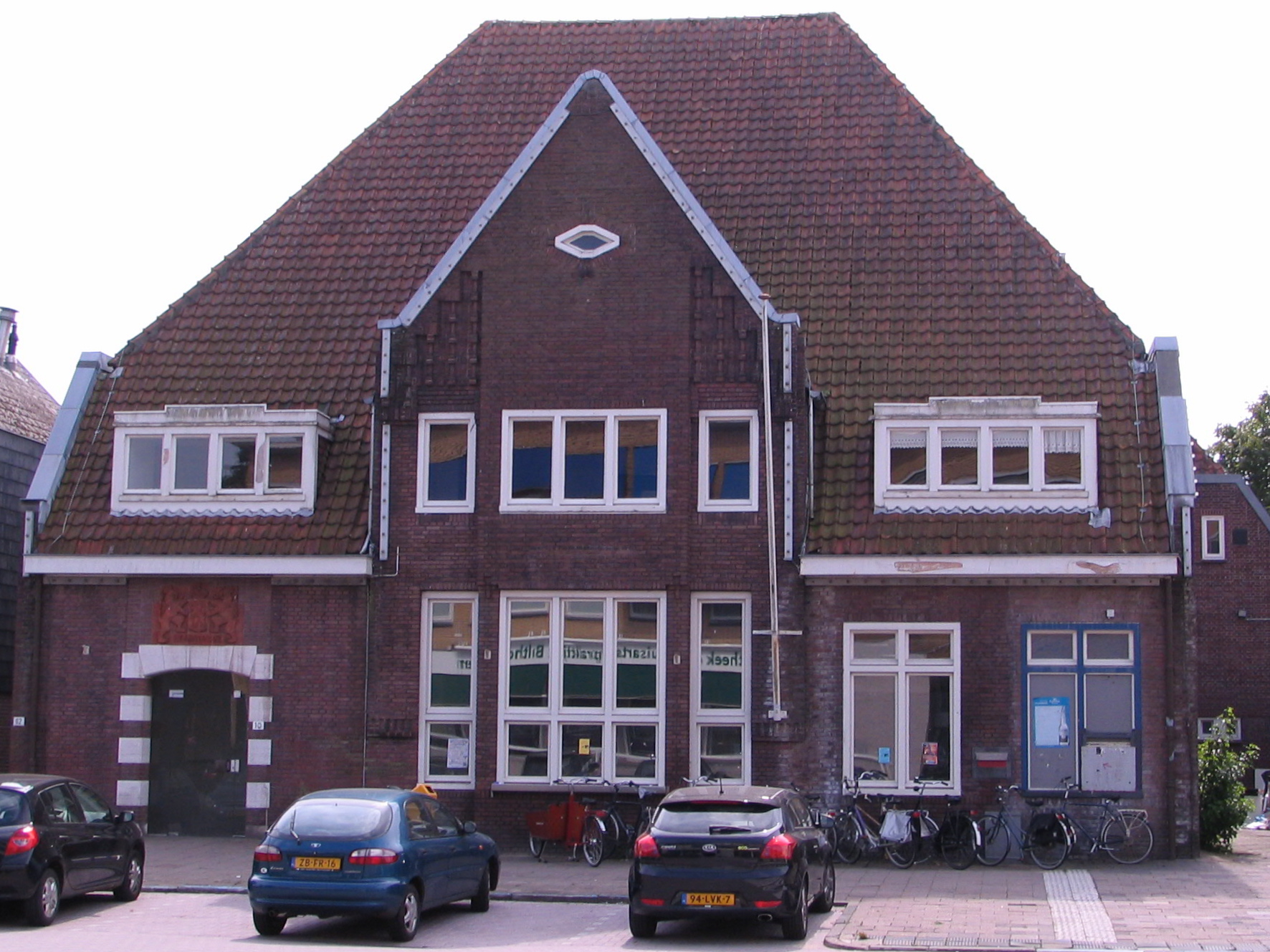
Voormalig postkantoor
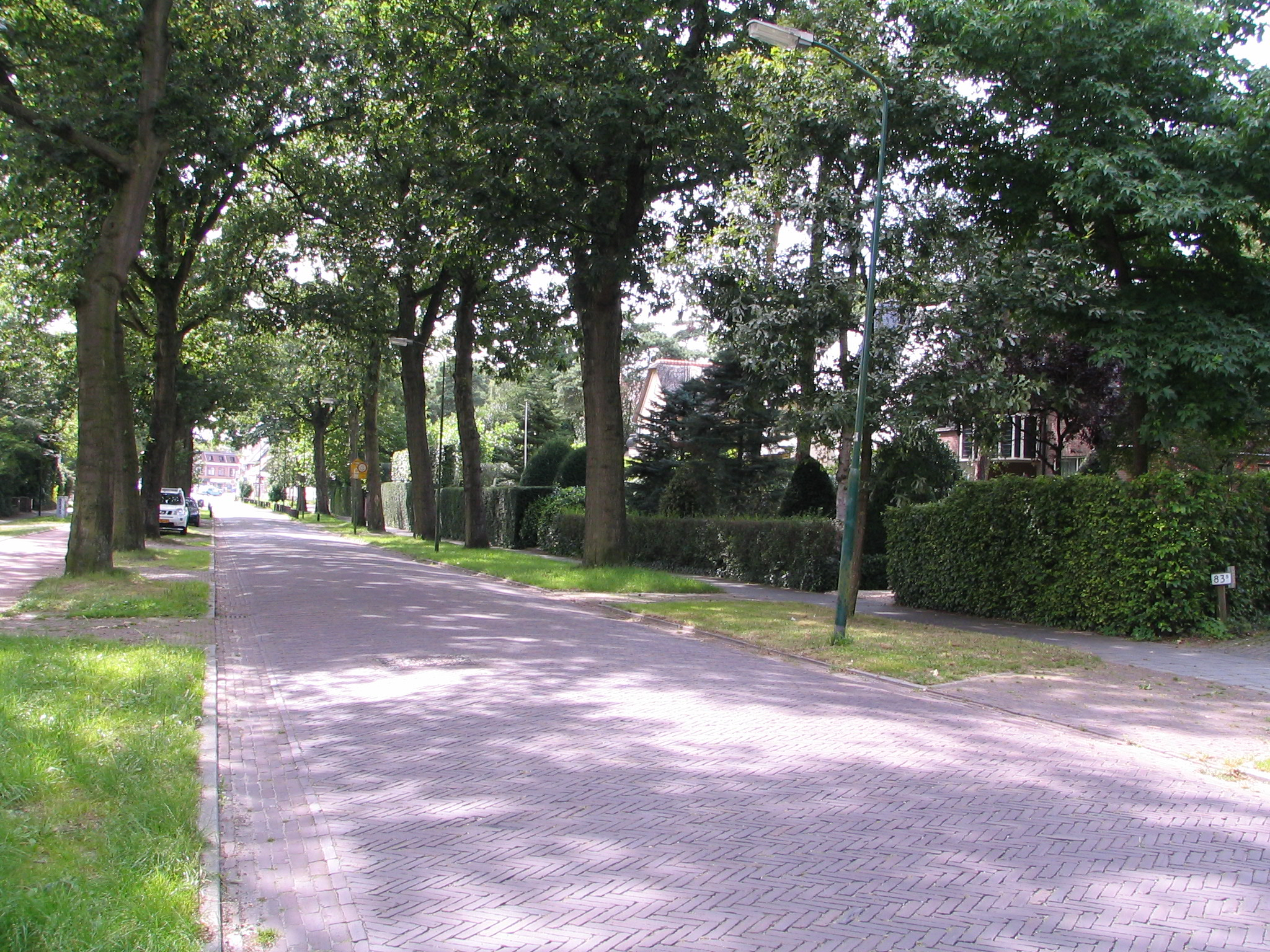
Julianalaan
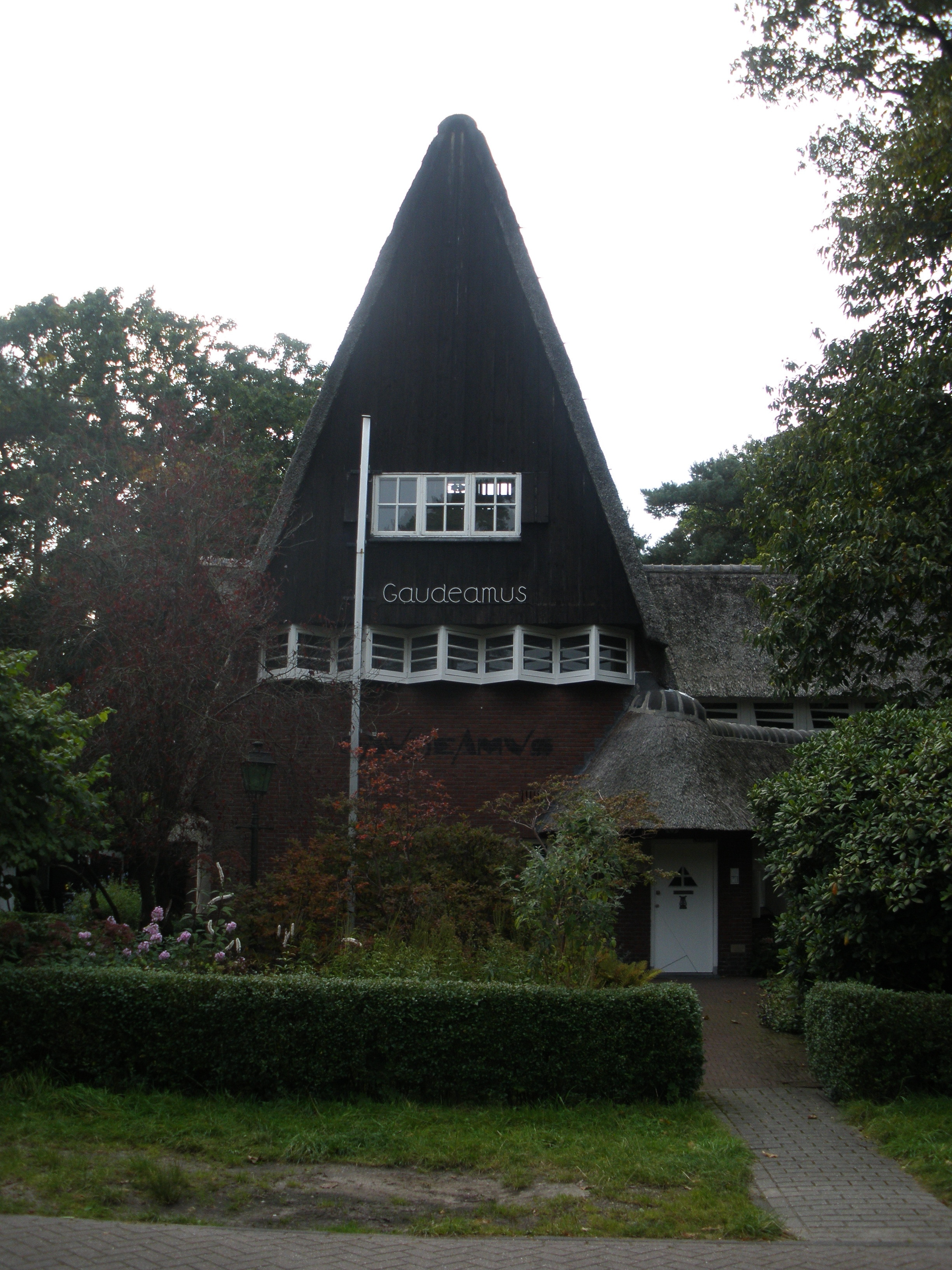
Walter Maas Huis